# 萊昂縣 (愛阿華州)
萊昂縣（英語：Lyon County）是美國愛阿華州西北角的一個縣，北鄰明尼蘇達州，西鄰南達科他州。面積1,522平方公里。根據美國2000年人口普查估計，共有人口11,763人。縣治羅克拉皮茲 (Rock Rapids)。
成立於1851年1月15日，縣政府成立於1872年1月1日，1862年9月11日改名至今。縣名紀念在美國內戰陣亡的納薩尼爾·萊昂。